# Gregor von Rezzori
Gregor von Rezzori d’Arezzo (* 13. Mai 1914 in Czernowitz in der Bukowina, Österreich-Ungarn; † 23. April 1998 in Donnini, Reggello) war ein deutschsprachiger Schriftsteller und Filmschauspieler.

## Leben
Rezzori entstammte einer sizilianischen Familie, die Mitte des 18. Jahrhunderts über Norditalien nach Wien kam. Rezzoris Großvater arbeitete als Architekt im Dienst der Habsburgermonarchie. Die Ahnentafel blieb bei einer Prüfung in den 1950er Jahren durch das Deutsche Adelsarchiv teilweise unbelegt. Sein Vater war Beamter in Czernowitz, das im Vertrag von St. Germain nach der Niederlage Österreich-Ungarns im Ersten Weltkrieg an Rumänien fiel. Die Angehörigen der Familie erhielten 1919 die rumänische Staatsbürgerschaft. Als Josef Stalin Großrumänien am 26. Juni 1940 zwang, die nördliche Bukowina mit Czernowitz an die Sowjetunion abzutreten, fiel Rezzori in die Staatenlosigkeit. 1984 erwarb er die österreichische Staatsangehörigkeit.
Rezzori besuchte das Honterus-Gymnasium in Kronstadt (Siebenbürgen) und Gymnasien in Fürstenfeld (Steiermark) und Wien. An der Montanuniversität Leoben studierte er Bergbau. Er wurde Fuchs beim Corps Schacht Leoben, bat aber nach zwei Mensuren um den Austritt, der ihm im Dezember 1932 erteilt wurde. Der Grund lag nicht im Corps, sondern im Studium, für das er weder Neigung noch Talent besaß. In Wien ging er nach eigenem Bekunden nicht seinem Studium nach, sondern dem Dasein eines Dandys. Er kehrte nach Rumänien zurück, um sich seiner wahren Neigung, dem Zeichnen und der Grafik, zu widmen. Zunächst hatte er seinen Militärdienst abzuleisten. Anschließend blieb er vier Jahre lang zeichnend und malend in Bukarest. Das in manchen Quellen erwähnte Kunststudium in Bukarest war in Wahrheit, so Rezzori selbst, ein Job als Schaufenstergestalter und Dekorateur, der ihn mehr schlecht als recht ernährte. Er kehrte nach Wien zurück, übersiedelte aber bereits 1938, im Jahr mit dem Anschluss Österreichs, nach Berlin. Dort machte er das Schreiben zu seinem Beruf. Sein Erstling, der Roman Flamme, die sich verzehrt, wird zum Überraschungserfolg. Plötzlich gilt Rezzori als vielversprechendes Talent. Nach einem eher trivialen Roman wurde er von einer Illustrierten als Autor eines Feuilletonromans engagiert. Diese Tätigkeit übte er auch nach Beginn des Überfalls auf Polen aus, sogar als er, inzwischen verheiratet und Vater zweier Söhne, in Schlesien als Landwirtschaftseleve zum Einsatz kommt. Vor der Roten Armee flüchtete er 1945 mit seiner Frau und den inzwischen drei Söhnen nach Westen.
In einem Dorf bei Hamburg lernte er einen Journalisten kennen. Von ihm zum gerade gegründeten Nordwestdeutschen Rundfunk vermittelt,
arbeitete Rezzori (bis 1948) als Journalist und Hörfunkautor in den Ressorts Politik, Kultur, Unterhaltung und Musik. Als Reporter berichtete er von den Nürnberger Prozessen. So ist er (mit Andreas Günther) in einer Übertragung aus dem Gerichtssaal während der Urteilsverkündung gegen die Nürnberger Prozess gegen die Hauptkriegsverbrecher am 1. Oktober 1946 zu hören.
Später war er freier Mitarbeiter des NWDR. Im Nachtprogramm erzählte er die ersten seiner Maghrebinischen Geschichten. Diese witzigen, mitunter tolldreisten Anekdoten und Legenden aus dem balkanischen Phantasieland Maghrebinien begründeten Rezzoris Welterfolg als Schriftsteller. Sie erschienen 1952 in Buchform. Nebenher blieb Rezzori als Drehbuchautor tätig und wirkte in rund einem Dutzend Filme als passionierter Gelegenheitsschauspieler mit (z. B. Viva Maria! 1965). Rezzori war seit 1958 Mitglied des (bundesdeutschen) PEN International.
Aus seiner ersten Ehe, geschieden 1957, mit Priska von Tiedemann stammen drei Söhne. Eine zweite Ehe mit der Malerin Hanna Axmann wurde nach kurzer Zeit geschieden. 1967 heiratete er Beatrice Monti della Corte, die in Mailand die Galleria dell'Ariete zu einer namhaften Kunstgalerie machte. Auch befasste Rezzori sich intensiv mit Kunst. Seine private Sammlung, die auf die Wohnsitze in der Toskana, auf Rhodos und in Mailand verteilt wurde, legte davon Zeugnis ab. Das Feuilleton würdigte Rezzori als Chronisten einer versunkenen Epoche, der das Schreiben mit leichter Hand zur Meisterschaft gebracht hatte. Der Journalist Heinrich von Tiedemann war sein Schwager.
Ab Anfang der 1980er Jahre gestaltete er Beiträge für das Magazin Jolly Joker des  Österreichischen Rundfunks. Er berichtete vor allem über Aristokraten, Berühmte und Reiche. Er war als Autor für den Playboy, Elle und in seinen letzten Lebensjahren regelmäßig für die österreichische Tageszeitung Kurier tätig. Durch seine journalistische Tätigkeit und die Maghrebinischen Geschichten hatte er ein Image als Schlawiner, Salonlöwe und Lebemann.
Kurz vor seinem 84. Geburtstag gestorben, ist Rezzori im Garten seines Anwesens Santa Maddalena bei Florenz unter einer kleinen Steinpyramide begraben.

## Ehrungen
- Fontane-Preis (1959)
- Premio Scanno (1987)
- Premio letterario Boccaccio
- Premio Lorenzo Il Magnifico
- Premio Gregor von Rezzori, seit 2007 vergebener Literaturpreis der Stadt Florenz

## Literarische Werke
- Flamme, die sich verzehrt. Roman. Propyläen-Verlag, Berlin 1940, DNB 575808616.
  - Greif zur Geige, Frau Vergangenheit. Roman. Neuausgabe von Flamme, die sich verzehrt. Bertelsmann Verlag, München 1978, ISBN 3-570-00361-2.
- Rombachs einsame Jahre. Roman. Deutscher Verlag, Berlin 1942, DNB 575808624.
- Rose Manzani. Roman. Propyläen-Verlag, Berlin 1944, DNB 575808632.
- Maghrebinische Geschichten. Rowohlt Verlag, Hamburg 1953, DNB 454007507.
  - Maghrebinische Geschichten. Neuausgabe. Rimbaud Verlag, Aachen 2020, ISBN 978-3-89086-227-9.
- Oedipus siegt bei Stalingrad. Ein Kolportageroman. Rowohlt Verlag, Hamburg 1954, DNB 454007787.
  - Ödipus siegt bei Stalingrad. Mit einem Vorwort von Volker Schlöndorff. Neuausgabe. Berliner Taschenbuch-Verlag, Berlin 2005, ISBN 3-8333-0306-9.
- Männerfibel. Rowohlt Verlag, Hamburg 1955, DNB 454007736.
- Ein Hermelin in Tschernopol. Ein maghrebinischer Roman. Rowohlt Verlag, Hamburg 1958, DNB 454007604.
  - Ein Hermelin in Tschernopol. Mit einem Vorwort von Tilman Spengler und einem Nachwort von Heinz Schumacher. Neuausgabe, vom Autor revidierte Fassung. Berliner Taschenbuch-Verlag, Berlin 2004, ISBN 3-8333-0146-5.
- Bogdan im Knoblauchwald. Ein maghrebinisches Märchen. Mit 6 farbigen Tafeln von Hanna Axmann-Rezzori. Rheinsberg Verlag Lentz, München 1958, DNB 454007493.
- Hochadel. Vorstoß in die gesellschaftliche Stratosphäre. Anleitungen zum Umgang mit allerhöchsten, höchsten und hohen Herrschaften (= Idiotenführer durch die deutsche Gesellschaft. Band 1). Rowohlt Verlag, Reinbek 1962, DNB 454007639.
- Adel. Aus guten Kisten und, wenn möglich, noch besseren Ställen. Wertvolle Anleitungen zu Kenntnis und Verständnis der vorbildgebenden, tonangebenden sowie schlichthin angebenden Gesellschaftsschicht (= Idiotenführer durch die deutsche Gesellschaft. Band 2). Rowohlt Verlag, Reinbek 1963, DNB 454007647.
- Schickeria. Das Paradies auf Erden, hier und heute. Wesenszüge und Merkmale der führenden und treibenden Kräfte des bundesdeutschen High Life (= Idiotenführer durch die deutsche Gesellschaft. Band 3). Rowohlt Verlag, Reinbek 1963, DNB 454007701.
- Prominenz. Vom Tun und Sein der Illüstren aus den Illustrierten. Ein Maßstab für das Übermaß des Mittelmaßes (= Idiotenführer durch die deutsche Gesellschaft. Band 4). Rowohlt Verlag, Reinbek 1965, DNB 454007728.
- Die Toten auf ihre Plätze! Tagebuch des Films „Viva Maria“. Rowohlt Verlag, Reinbek 1966, DNB 457931310.
- 1001 Jahr Maghrebinien. Eine Festschrift. Herausgegeben zur Feier der Wiederauferstehung des maghrebinischen Geistes. Rowohlt Verlag, Reinbek 1967, DNB 457931299.
- Der Tod meines Bruders Abel. Roman. Bertelsmann Verlag, München 1976, ISBN 3-570-02176-9.
- Sherrytime. Kochbuchverlag Heimeran, München 1978, ISBN 3-8063-1136-6.
- In gehobenen Kreisen. F. A. Herbig Verlagsbuchhandlung, München/West-Berlin 1978, ISBN 3-7766-0907-9.
- Memoiren eines Antisemiten. Ein Roman in 5 Erzählungen. Verlag Steinhausen, München 1979, ISBN 3-8205-3496-2.
  - Denkwürdigkeiten eines Antisemiten. Mit einem Vorwort von Péter Nádas. Neuausgabe, vom Autor revidierte Fassung. Berliner Taschenbuch-Verlag, Berlin 2004, ISBN 3-8333-0126-0.
- Der arbeitslose König. Maghrebinisches Märchen. Bertelsmann Verlag, München 1981, ISBN 3-570-05901-4.
- Kurze Reise übern langen Weg. Eine Farce. Bertelsmann Verlag, München 1986, ISBN 3-570-05276-1.
  - Kurze Reise übern langen Weg. Roman. Mit einem Vorwort von Gerhard Köpf. Neuausgabe. Berliner Taschenbuch-Verlag, Berlin 2007, ISBN 978-3-8333-0439-2.
- Blumen im Schnee. Portraitstudien zu einer Autobiographie, die ich nie schreiben werde. Auch: Versuch der Erzählweise eines gleicherweise nie geschriebenen Bildungsromans. Bertelsmann Verlag, München 1989, ISBN 3-570-08296-2.
  - Blumen im Schnee. Mit einem Nachwort von Corinna Schlicht. Neuausgabe. Berliner Taschenbuch-Verlag, Berlin 2007, ISBN 978-3-8333-0314-2.
- Über dem Kliff. Erzählung. Bertelsmann Verlag, München 1991, ISBN 3-570-01495-9.
  - Über dem Kliff. Neuausgabe. Rimbaud Verlag, Aachen 2021, ISBN 978-3-89086-318-4.
- Begegnungen. Mit einem Essay von Michael Horowitz. J & V, Wien 1992, ISBN 3-224-17687-3.
- Ein Fremder in Lolitaland. Ein Essay. Claassen-Verlag, Hildesheim 1993, ISBN 3-546-00051-X (amerikanisches Englisch: A Stranger in Lolitaland. Übersetzt von Uwe Friesel).
  - Ein Fremder in Lolitaland. Zweisprachige Neuausgabe. Berliner Taschenbuch-Verlag, Berlin 2006, ISBN 3-8333-0364-6.
- Greisengemurmel. Ein Rechenschaftsbericht. Bertelsmann Verlag, München 1994, ISBN 3-570-12068-6.
  - Greisengemurmel. Mit einem Vorwort von Péter Esterházy. Neuausgabe. Berliner Taschenbuch-Verlag, Berlin 2005, ISBN 3-8333-0313-1.
- Der Schwan. Eine Erzählung. Goldmann Verlag, München 1994, ISBN 3-442-42732-0.
  - Der Schwan. Über dem Kliff. Affenhauer. Drei Novellen. Mit einem Nachwort von Heinz Schumacher. Neuausgabe. Berliner Taschenbuch-Verlag, Berlin 2005, ISBN 3-8333-0358-1.
- Italien, Vaterland der Legenden, Mutterland der Mythen. Reisen durch die europäischen Vaterländer oder wie althergebrachte Gemeinplätze durch neue zu ersetzen sind. Bertelsmann Verlag, München 1996, ISBN 3-570-12271-9.
- Frankreich. Gottesland der Frauen und der Phrasen. Reisen durch die europäischen Vaterländer oder wie althergebrachte Gemeinplätze durch neue zu ersetzen sind. Bertelsmann Verlag, München 1997, ISBN 3-570-12277-8.
- Mir auf der Spur. Bertelsmann Verlag, München 1997, ISBN 3-570-00124-5.
- Kain. Das letzte Manuskript. Bertelsmann Verlag, München 2001, ISBN 3-557-00515-1.

## Filmografie

### Darstellung
- 1954: Sie
- 1957: El Hakim
- 1959: Paprika
- 1959: Labyrinth
- 1959: Bezaubernde Arabella
- 1960: Sturm im Wasserglas
- 1961: Das Riesenrad
- 1962: Tempo di Roma
- 1962: Privatleben (Vie privée)
- 1963: Un mari à un prix fixe
- 1964: Die Lady
- 1965: Viva Maria!
- 1969: Michael Kohlhaas – Der Rebell
- 1981: Le beau monde

### Drehbuch
- 1952: Die Kopfjäger von Borneo (Text von 1936)
- 1953: Unter den Sternen von Capri
- 1959: Labyrinth
- 1960: Der liebe Augustin
- 1960: Sturm im Wasserglas
- 1961: Geliebte Hochstaplerin
- 1961: Man nennt es Amore
- 1965: Die Herren
- 1967: Mord und Totschlag

## Hörspiele
Autor:
- 1956: Atalanta oder Die Jagd von Kalydon (3 Teile) Der Roman eines nicht geschriebenen Romans – Regie: Otto Kurth (Original-Hörspiel – NWDR Hamburg)
- 1958: Die Halbstarken (auch Sprecher) – Regie: Wolfgang Schwade (Hörspiel – NDR)
- 1959: Mirtschas Liebe oder: Das Märchen des Nene Naje Jaurdschju. Eine maghrebinische Kantate (auch Sprecher: Der Märchenerzähler) – Regie: Gert Westphal (Hörspiel – SWF)

Bearbeitung (Wort) / Sprecher:
- 1947: George Abbott, John Cecil Holm: Hoppe Hoppe Reiter (Bearbeitung (Wort)) – Regie: Gustav Burmester (Hörspielbearbeitung – NWDR Hamburg)
- 1947: George Bernard Shaw: Die heilige Johanna (Bearbeitung (Wort)) – Regie: Ludwig Cremer (Hörspielbearbeitung – NWDR Hamburg)
- 1948: Oscar Wilde: Das Bildnis des Dorian Gray (Bearbeitung (Wort)) – Regie: Hans Quest (Hörspielbearbeitung – NWDR Hamburg)
- 1949: Hans Egon Gerlach: Goethe erzählt sein Leben (2. Teil: Jugendzeit in Frankfurt) (Sprecher) – Regie: Ludwig Cremer (Hörbild – NWDR Hamburg)
- 1951: Fjodor Michailowitsch Dostojewski: Die Dame mit dem Schottenhütchen (Bearbeitung (Wort) – Sprecher: Erzähler) – Regie: Fritz Schröder-Jahn (Hörspielbearbeitung – NWDR Hamburg)
- 1951: Nikolai Semjonowitsch Leskow: Der stählerne Floh. Eine altrussische Legende (Bearbeitung (Wort) – Sprecher) – Regie: Henri Regnier (Hörspielbearbeitung – NWDR Hamburg)
- 1951: René Schickele: Die Flaschenpost (Sprecher) – Regie: Otto Kurth (Hörspielbearbeitung – NWDR Hamburg)
- 1952: Laurence Sterne: Die Humoristen: Tristram Shandy (Bearbeitung (Wort)) – Regie: N. N. (Hörspielbearbeitung – NWDR Hamburg)
- 1958: Felix Gasbarra: Pimpanell oder Worin besteht die Freiheit eines Menschen? (Sprecher: Prinzipal) – Regie: Ludwig Cremer (Original-Hörspiel – NDR)
- 1962: Friedrich Dürrenmatt: Der Prozeß um des Esels Schatten (Sprecher: Struthion, der Zahnarzt) – Regie: Otto Kurth (Original-Hörspiel – SDR)
- 2014: Niklas Frank: Bei mir hing Vati immer pünktlich am Galgen (Sprecher: NWDR-Reporter (Historische Aufnahmen)) – Regie: Christine Nagel (Hörspielbearbeitung – NDR)